# Aleuroplatus vinsoniodes
Aleuroplatus vinsoniodes là một loài côn trùng cánh nửa trong họ Aleyrodidae, phân họ Aleyrodinae.
Aleuroplatus vinsoniodes được Cockerell miêu tả khoa học đầu tiên năm 1898.